# Der bebende Berg
Der bebende Berg ist der Titel eines Hochgebirgsdramas, das Hanns Beck-Gaden 1931 nach einem Manuskript von Luitpold Nusser, der auch Co-Regisseur war, für die Leo-Film AG (München) gedreht hat. Vorlage war eine Filmnovelle von D. Hugo Rütters, welcher auch die Dialoge schrieb. Der Film wurde ursprünglich stumm begonnen, die Herstellung der Tonfassung erfolgte durch die Tobis-Melofilm GmbH. im Atelier Nationalhof, Berlin.

## Handlung
In eine bisher unberührte Gebirgsregion in den Alpen soll eine Bergbahn gebaut werden, die dorthin Touristen und mit ihnen das große Geld bringen soll. Beim Bau der Bahn aber kommt es zu einem Unglück, das als Fingerzeig des Schicksals gedeutet wird, nicht in die Natur einzugreifen. Das mit erheblichem Propaganda-Aufwand begonnene Grossprojekt kommt nicht zustande.

## Hintergrund
Der bebende Berg wurde als „erster Gebirgs-Tonfilm“ beworben. Er war eine Produktion der Leo-Film AG München, die der katholische Arbeitervereins-Funktionär Georg Ernst 1917 gegründet hatte. Sie stellte zunächst Filme religiösen Inhalts, dann aber auch Kultur- und Spielfilme her.
Die Außenaufnahmen fanden in dem Dorfe Namlos im Lechtal und an der Zugspitze statt. Die Kameraführung hatte Karl Attenberger.
Der Film lag der Reichsfilmzensur zur Prüfung am 22. September 1931 vor.
Die Uraufführung fand am 2. Oktober 1931 in München statt, ab 17. November 1931 kam der Film in Berlin in die Kinos.
Unter dem flämischen Titel De bevende Berg und dem französischen Titel Le Mont qui tremble wurde er auch in Belgien gezeigt.
Er wurde auch unter dem Titel Die Nacht der Erkenntnis aufgeführt.
Verliehen wurde er von der National-Film AG Berlin.
Die Filmmusik schrieb der durch seine synästhetischen Versuche mit einem Farblichtklavier bekannt gewordene ungarische Pianist und Komponist Alexander László. Sie hatte nicht nur illustrative, sondern auch dramatische Funktion (z. B. das Lied der Bergbahn). Die Musiksynchronisation wurde nach dem Gerst-Thun’schen Verfahren vorgenommen.

### Tondokumente
Mit Alexander László am Flügel nahm das Orchester Ilja Livschakoff 1931 zwei Musikstücke aus dem Film bei der Grammophon für die Leo-Film auf :
- Schneeflocken-Fox (Alexander László) Grammophon 24 211 (Matr. 4174 bd)[10]
- Heut abend hab ich das Glük gesehn. English Waltz (Alexander László) Grammophon 24 211 (Matr. 4172 bd)

Orchester Ilja Livschakoff mit Gesang Paul Dorn, am Flügel der Komponist. Mech. cop. 1931

### Erhaltung
Laut artechock.de sind von dem ursprünglich 100 Minuten spielenden Film heute nur noch 64 Minuten übriggeblieben. Die beim Bundesfilmarchiv vorhandene Kopie (Archivsignatur: 18468) hat eine Länge von 1753 Metern.

## Rezeption
Der Film wurde besprochen in:
- Deutsche Film-Zeitung. Nr. 40, 1931, S. 10f.[12]
- Jllustrierter Film-Kurier.  Nr. 1627, 13. Jg. 1931 (Berlin)[13]
- Jllustrierter Film-Kurier. Nr. 268/1931 (Wien)[14]